# 李嶠
李嶠（？—？），字巨山，趙州贊皇县（今河北省石家庄市赞皇县）人，出自赵郡李氏东祖，唐代詩人、官员，武则天、唐中宗时期的宰相。

## 生平
隋內史侍郎李元操侄曾孫，少有才名。20歲中進士，舉制策甲科。初為安定縣尉，累官監察御史、吏部尚書、中書令。歷仕高宗、武后、中宗、睿宗四朝。李嶠剛直廉正，武則天令李嶠與大理寺少卿張德裕復查狄仁傑案，定為無罪，此事觸忤武后，貶為潤州司馬。邕、嚴二州僚族起義，受命監軍進討，親入洞內勸降。有詩才，與初唐四傑交銜，大部分為五言近體，與杜審言、崔融、蘇味道並稱“文章四友”。晚年被尊為“文章宿老”。明代胡震亨說：“巨山五言，概多典麗，將味道難為蘇”（《唐音癸籤》）。《資治通鑑》有載其人生平。明人輯有《李嶠集》。

## 历任官职
- 任监察御史，平定岭南邕、严二州獠人反叛。
- 任给事中，因查明狄仁傑、李嗣真、裴宣礼等三人冤案，触怒武则天，被派出任润州司马。
- 武则天召回任凤阁舍人。
- 知天官侍郎事，迁麟台少监。
- 圣历初年（698年），与姚崇一起同凤阁鸾台平章事（宰相），不久转任鸾台侍郎，依旧平章事，兼修国史。
- 久视元年（700年），李峤之舅天官侍郎张锡入政事堂为宰相，李峤转任成均祭酒，罢知政事及修史，舅甥两人相继任宰相，荣耀一时。
- 任检校文昌左丞、东都留守。
- 长安三年（703年），李峤再次任宰相，不久兼任纳言。
- 长安四年（704年），迁任内史不久辞职，复任成均祭酒（国子祭酒）。
- 神龙元年（705年），唐中宗即位，李峤以附会张易之兄弟，被贬出为豫州刺史，未及上任，又贬为通州刺史，数月后，徵拜吏部侍郎，封赞皇县男。迁吏部尚书，进封县公。
- 神龙二年（706年），接替韦安石为中书令。
- 神龙三年（707年），加修文馆大学士，监修国史，封赵国公。
- 景龙三年（709年），被免去中书令职务，以特进守兵部尚书、同中书门下三品（任宰相）。五月，唐睿宗即位，被贬为怀州刺史，不久以年老致仕。
- 先天元年（712年），唐玄宗即位，在宫内获其所上给中宗处置相王诸子，不要留在京城的表章，被令随子虔州刺史李暢赴任虔州(今江西赣州市)。不久被重新任为卢州别驾，任内去世。

## 作品
- 汾陰行：

君不見昔日西京全盛時，汾陰后土親祭祀。齋宮宿寢設儲供，撞鐘鳴鼓樹羽旂。

漢家五葉才且雄，賓延萬靈朝九戎。柏梁賦詩高宴罷，詔書法駕幸河東。河東太守親掃除，

奉迎至尊導鸞輿。五營夾道列容衛，三河縱觀空裡閭。回旌駐蹕降靈場，焚香奠醑邀百祥。

金鼎髮色正焜煌，靈祗煒燁攄景光。埋玉陳牲禮神畢，舉麾上馬乘輿出。彼汾之曲嘉可遊，

木蘭為楫桂為舟。櫂歌微吟彩鷁浮，簫鼓哀鳴白雲秋。歡娛宴洽賜群後，家家复除戶牛酒。

聲明動天樂無有，千秋萬歲南山壽。自從天子向秦關，玉輦金車不復還。珠簾羽扇長寂寞，

鼎湖龍髯安可攀。千齡人事一朝空，四海為家此路窮。豪雄意氣今何在，壇場宮館盡蒿蓬。

路逢故老長嘆息，世事回環不可測。昔時青樓對歌舞，今日黃埃聚荊棘。山川滿目淚沾衣，

富貴榮華能幾時？不見只今汾水上，唯有年年秋雁飛。

- 風：

解落三秋葉，能開二月花。過江千尺浪，入竹万竿斜。

- 龙：

衔烛耀幽都,含章拟凤雏。西秦饮渭水,东洛荐河图。带火移星陆,升云出鼎湖。希逢圣人步,庭阙正晨趋。

## 家庭

### 父母
- 李镇恶，唐朝襄城县县令，赠魏州刺史
- 清河张氏，唐朝户部侍郎、复亳建三州刺史张文琮之女，绛州刺史、平原郡公张锡姐姐[1]

### 子孙
- 李暢[2]，相州刺史
  - 李惟和，大理司直
    - 李琰，合肥令
      - 李長倩
- 李裕，海州刺史
  - 李惟寧、李惟成
- 李粲，濮州刺史
- 李懿，華陰郡太守
  - 李惟岳，監察御史
  - 李惟乂，新安主簿
- 李氏，嫁唐朝尚书左丞，赠扬州大都督韦玢